# Ramses Meriatum

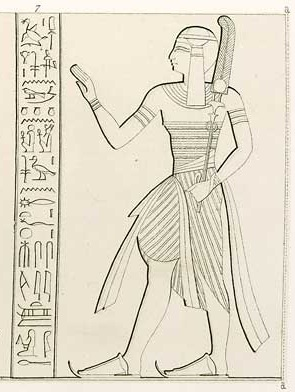
Ramses Meriatum

Ramses Meriatum (Rˁ ms sw Mrj Jtmw) war ein Sohn des altägyptischen Königs Ramses III. (regierte etwa 1187 bis 1156 v. Chr.). In einer Liste von Prinzen im Tempel von Medinet Habu erscheint er an siebenter Stelle und war demnach wahrscheinlich der siebente Sohn des Herrschers. Ramses Meriatum war Hoherpriester von Heliopolis und trug in dieser Funktion den Titel „Großer der Schauenden des Re-Atum“ Wer-mau-en-Re-Atum (Wr-m3w-n-Rˁ-Jtmw). Ramses III. benannte seine Söhne nach den Söhnen von Ramses II., der dementsprechend auch einen Sohn mit dem Namen Meriatum hatte, der wiederum auch Hoherpriester von Heliopolis war. Von seinem Leben ist sonst nichts weiter bekannt. Neben der Prinzenliste erscheint er noch im Papyrus Wilbour, einem Verwaltungsdokument. Dort wird er in einer Aufstellung, die ins vierte Regierungsjahr von Ramses V. datiert, genannt.